# Kelvin Batey
Kelvin Batey (ur. 9 maja 1981 w Warsop) – brytyjski kolarz BMX, dwukrotny medalista mistrzostw świata.

## Kariera
Pierwszy sukces w karierze Kelvin Batey osiągnął w 2005 roku, kiedy zajął drugie miejsce w kategorii elite podczas mistrzostw świata BMX w Paryżu. W zawodach tych wyprzedził go jedynie Amerykanin Randy Stumpfhauser, a trzecie miejsce zajął Belg Bjorn Wijnants. W tej samej konkurencji zajął trzecią pozycję na rozgrywanych dwa lata później mistrzostwach w Victorii. Uległ tam tylko Jonathanowi Suárezowi z Wenezueli i Danielowi Caluagowi z USA. Ponadto zdobył brązowy medal w rywalizacji juniorów na mistrzostwach świata w Vallet w 1999 roku. Nigdy nie wystąpił na igrzyskach olimpijskich.
Od 2011 roku reprezentuje Irlandię.